# Maximiliano Arias
Maximiliano Arias, vollständiger Name Álvaro Maximiliano Arias Invernizzi, (* 3. Oktober 1988 in Montevideo) ist ein uruguayischer ehemaliger Fußballspieler.

## Karriere

### Verein
Der 1,85 Meter große Defensivakteur Arias spielte mindestens im Jahr 2004 für die Nachwuchsmannschaft des Club Atlético Peñarol. Dort stand zu Beginn seiner Karriere in der Saison 2008/09, in der er ein Tor in der Primera División erzielte, im Erstligakader der „Aurinegros“. In der Spielzeit 2009/10 lief er in elf Ligaspielen (ein Tor) für den Erstligisten Centro Atlético Fénix auf. Noch in derselben Saison schloss er sich dem rumänischen Klub Astra Giurgiu an, für den er zwei Erstligapartien (kein Tor) bestritt. Im Juli 2010 kehrte er nach Uruguay zurück und band sich an die Rampla Juniors, für die er bis Juni 2011 zwölfmal in der Primera División auflief und zwei Tore schoss. Anschließend trat er seine zweite Auslandskarrierestation in Mexiko beim Querétaro FC an. Bei den Mexikanern kam er jedoch lediglich in einer Begegnung der Primera División zum Zug. Ab Mitte August 2012 folgte ein Engagement auf Leihbasis bei Liverpool Montevideo. Beim Klub aus Montevideo wurde er in acht Erstligaspielen (ein Tor) und einer Begegnung (kein Tor) der Copa Sudamericana eingesetzt, bis er im Januar 2013 abermals nach Europa wechselte. Dort lief er in der restlichen Spielzeit 2012/13 in fünf Partien (kein Tor) für Brescia Calcio in der Serie B auf. Im Januar 2014 unterschrieb er erneut bei Fénix und bestritt bis zum Saisonende ein Erstligaspiel (kein Tor) für die Montevideaner. Zur Apertura 2014 wechselte er wieder zum Erstligaaufsteiger Rampla Juniors und wurde in jener Halbserie siebenmal (kein Tor) in der höchsten uruguayischen Spielklasse eingesetzt. Zur Clausura 2015 schloss er sich dem Ligakonkurrenten Sud América an, für den er ein weiteres Erstligaspiel (kein Tor) absolvierte. Anfang Juli 2015 wechselte er innerhalb der Liga zu El Tanque Sisley. In der Apertura 2015 kam er dort einmal (kein Tor) in der Primera División zum Einsatz. Zu Jahresbeginn 2016 kehrte er zu Sud América zurück und lief in der Clausura 2015 in zwölf weiteren Erstligaspielen (ein Tor) auf. Anfang Juli 2016 schloss er sich erneut Liverpool Montevideo an, für den er in der Saison 2016 vier Erstligaspiele (kein Tor) bestritt. Im Januar 2017 wechselte er innerhalb der Liga zu River Plate Montevideo. In der Saison 2017 lief er für die Montevideaner in zwei Erstligabegegnungen auf. Nach einem halben Jahr ohne Verein war er nochmals fünf Monate für seinen alten Verein Sud América auf, dann beendete er seine Karriere.

### Nationalmannschaft
Arias war Mitglied der von Ángel Castelnoble und Gustavo Ferrín trainierten uruguayischen U-16-Auswahl, die bei der U-16-Südamerikameisterschaft 2004 in Paraguay teilnahm und den vierten Platz belegte. Er wurde im Oktober 2004 vom seinerzeitigen Trainer Gustavo Ferrín für einen Lehrgang der uruguayischen U-17-Nationalmannschaft in Vorbereitung auf die U-17-Südamerikameisterschaft 2005 berufen. Er gehörte sodann auch dem Kader an, der in Venezuela Vize-Südamerikameister wurde. Bei der U-17-Weltmeisterschaft 2005 stand er ebenfalls im uruguayischen Aufgebot.

### Erfolge
- U-17-Vize-Südamerikameister: 2005